# Tomogonia vittatipennis
Tomogonia vittatipennis är en insektsart som beskrevs av Leon Fairmaire. Tomogonia vittatipennis ingår i släktet Tomogonia och familjen hornstritar. Inga underarter finns listade i Catalogue of Life.